# Большой Монок (река)
Большой Моно́к (в верховье — Хозындель) — река северо-западных отрогов Джойского хребта, правый приток реки Абакан.
Длина — 19 км, площадь водосбора — 137 км². Протекает по территориям Бейского и Таштыпского районов Хакасии. Исток — в 6 км к северо-востоку от села Большие Арбаты, абсолютная высота — более 830 м. Впадает в Абакан в 164 км от его устья, западнее села Большой Монок, абсолютная высота — 396 м.
Большой Монок имеет 10 притоков, наиболее крупные из которых: река Малый Монок (10 км) и Тербищев ручей (8 км). Долина узкая, зажатая между крутыми склонами гор. Верховья сильно залесены, с понижением высот и выходом реки во всхолмленную степь (в 4 км от устья) лесистость уменьшается до 50 %. Дно каменистое. В годовом ходе водного режима наблюдаются: весеннее половодье (апрель-май), летне-осенние дождевые паводки, летне-осенняя и зимняя межень. Средний многолетний модуль стока составляет 8,6 л/с с км². В долине реки расположены сёла Малый Монок и Большой Монок. Водные ресурсы используются для нужд сельского хозяйства. Ихтиофауна: хариус, пескарь, ленок.

## Данные водного реестра
По данным государственного водного реестра России относится к Енисейскому бассейновому округу. Речной бассейн реки — Енисей, речной подбассейн реки — Енисей между слиянием Большого и Малого Енисея и впадением Ангары, водохозяйственный участок реки — Енисей от Саяно-Шушенского гидроузла до впадения реки Абакан.